# Begonia baumannii
Begonia baumannii là một loài thực vật có hoa trong họ Thu hải đường. Loài này được Lemoine ex Wittm. mô tả khoa học đầu tiên năm 1891.